# Record du monde de natation dames du 4 × 100 mètres nage libre
Progression du record du monde de natation sportive dames pour l'épreuve du 4 × 100 mètres nage libre en bassin de 50 et 25 mètres.

## Bassin de50 mètres
| Temps         | Laps    | Athlète                                                               | Naissance | Âge | Nationalité        | Compétition               | Lieu           | Date              |
| ------------- | ------- | --------------------------------------------------------------------- | --------- | --- | ------------------ | ------------------------- | -------------- | ----------------- |
| 5 min 52 s 8  |         | Isabella Moore, Jennie Fletcher, Annie Speirs, Irene Steer            |           |     | Royaume-Uni        |                           | Stockholm      | 15 juillet 1912   |
| 5 min 11 s 6  |         | Margaret Woodbridge, Frances Schroth, Irene Guest, Ethelda Bleibtrey  |           |     | États-Unis         |                           | Anvers         | 29 août 1920      |
| 4 min 58 s 8  |         | Gertrude Ederle, Euphrasia Donnelly, Ethel Lackie, Mariechen Wehselau |           |     | États-Unis         |                           | Paris          | 20 juillet 1924   |
| 4 min 55 s 6  |         | Adelaide Lambert, Josephine McKim, Susan Laird, Albina Osipowich      |           |     | États-Unis         |                           | Amsterdam      | 9 août 1928       |
| 4 min 47 s 6  |         | Adelaide Lambert, Eleanor Garatti, Albina Osipowich, Martha Norelius  |           |     | États-Unis         |                           | Amsterdam      | 9 août 1928       |
| 4 min 38 s 0  |         | Josephine McKim, Helen Johns, Eleanor Garatti-Saville, Helene Madison |           |     | États-Unis         |                           | Los Angeles    | 12 août 1932      |
| 4 min 33 s 3  |         | Jopie Selbach, Annie Timmermans, Rie Mastenbroek, Willy den Ouden     |           |     | Pays-Bas           |                           | Rotterdam      | 14 avril 1934     |
| 4 min 32 s 8  |         | Jopie Selbach, Rie Mastenbroek, Catherina Wagner, Willy den Ouden     |           |     | Pays-Bas           |                           | Rotterdam      | 24 mai 1936       |
| 4 min 29 s 7  |         | E. Svendsen, Gunvor Kraft, Birte Ove-Petersen, Ragnhild Hveger        |           |     | Danemark           |                           | Copenhague     | 8 février 1938    |
| 4 min 27 s 6  |         | Eva Arndt, Gunvor Kraft, Birte Ove-petersen, Ragnhild Hveger          |           |     | Danemark           |                           | Copenhague     | 7 août 1938       |
| 4 min 27 s 2  |         | Mária Littomeritzky, Éva Novák, Éva Székely, Katalin Szőke            |           |     | Hongrie            |                           | Moscou         | 27 avril 1952     |
| 4 min 24 s 4  |         | Ilona Novák, Judit Temes, Éva Novák, Katalin Szőke                    |           |     | Hongrie            |                           | Helsinki       | 1er août 1952     |
| 4 min 22 s 3  |         | Lorraine Crapp, Dawn Fraser, Margaret Gibson, Barbara Jackson         |           |     | Australie          |                           | Sydney         | 20 octobre 1956   |
| 4 min 19 s 7  |         | Lorraine Crapp, Dawn Fraser, Faith Leech, Margaret Gibson             |           |     | Australie          |                           | Melbourne      | 25 octobre 1956   |
| 4 min 17 s 1  |         | Dawn Fraser, Faith Leech, Sandra Morgan, Lorraine Crapp               |           |     | Australie          |                           | Melbourne      | 6 décembre 1956   |
| 4 min 16 s 2  |         | Dawn Fraser, Alva Colquhoun, Ilsa Konrads, Lorraine Crapp             |           |     | Australie          |                           | Townsville     | 6 août 1960       |
| 4 min 08 s 9  |         | Joan Spillane, Shirley Stobs, Carolyn Wood, Chris von Saltza          |           |     | États-Unis         |                           | Rome           | 3 septembre 1960  |
| 4 min 08 s 5  |         | Terri Lee Stickles, Donna De Varona, Pokey Watson, Judy Haroun        |           |     | États-Unis         |                           | Los Altos      | 31 juillet 1964   |
| 4 min 07 s 6  |         | Lynne Allsup, Kathy Seidel, Eleanor Bricker, Terri Lee Stickles       |           |     | États-Unis         |                           | Los Angeles    | 28 septembre 1964 |
| 4 min 03 s 8  |         | Sharon Stouder, Donna De Varona, Pokey Watson, Kathy Ellis            |           |     | États-Unis         |                           | Tokyo          | 15 octobre 1964   |
| 4 min 03 s 5  |         | Linda Gustavson, Nancy Ryan, L. Fritz, Pokey Watson                   |           |     | États-Unis         |                           | Philadelphie   | 19 août 1967      |
| 4 min 01 s 1  |         | Linda Gustavson, Pokey Watson, Pam Carpinelli, Jan Henne              |           |     | États-Unis         |                           | Santa Clara    | 6 juillet 1968    |
| 4 min 00 s 8  |         | Gabriele Wetzko, Iris Komor, Elke Sehmisch, Carola Schulze            |           |     | Allemagne de l'Est |                           | Barcelone      | 11 septembre 1970 |
| 4 min 00 s 7  |         | Shirley Babashoff, Kim Peyton, Linda Johnson, Deena Deardurff         |           |     | États-Unis         |                           | Minsk          | 9 septembre 1971  |
| 3 min 58 s 11 |         | Shirley Babashoff, Kim Peyton, Sandra Neilson, Jane Barkman           |           |     | États-Unis         |                           | Knoxville      | 18 août 1972      |
| 3 min 55 s 19 |         | Sandra Neilson, Jennifer Kemp, Jane Barkman, Shirley Babashoff        |           |     | États-Unis         |                           | Munich         | 30 août 1972      |
| 3 min 52 s 45 |         | Andrea Eife, Andrea Hübner, Sylvia Eichner, Kornelia Ender            |           |     | Allemagne de l'Est |                           | Belgrade       | 8 septembre 1973  |
| 3 min 51 s 99 |         | Ann Marshall, Kim Peyton, Kathy Heddy, Shirley Babashoff              |           |     | États-Unis         |                           | Concord        | 31 août 1974      |
| 3 min 49 s 37 |         | Ute Bruckner, Barbara Krause, Claudia Hempel, Kornelia Ender          |           |     | Allemagne de l'Est |                           | Cali           | 26 juillet 1975   |
| 3 min 48 s 80 |         | Rosemarie Gabriel, Andrea Pollack, M. Seltmann, Barbara Krause        |           |     | Allemagne de l'Est |                           | Berlin         | 2 juin 1976       |
| 3 min 44 s 82 |         | Kim Peyton, Wendy Boglioli, Jill Sterkel, Shirley Babashoff           |           |     | États-Unis         |                           | Montréal       | 25 juillet 1976   |
| 3 min 43 s 43 |         | Cynthia Woodhead, Jill Sterkel, Stephanie Elkins, Tracy Caulkins      |           |     | États-Unis         |                           | Berlin-Ouest   | 26 août 1978      |
| 3 min 42 s 71 |         | Barbara Krause, Caren Metschuck, Ines Diers, Sarina Hülsenbeck        |           |     | Allemagne de l'Est |                           | Moscou         | 27 juillet 1980   |
| 3 min 42 s 41 |         | Birgit Meineke, Kristin Otto, Karen König, Heike Friedrich            |           |     | Allemagne de l'Est |                           | Moscou         | 21 août 1984      |
| 3 min 40 s 57 |         | Karen König, Sabina Schulze, Heike Friedrich, Kristin Otto            |           |     | Allemagne de l'Est |                           | Madrid         | 19 août 1986      |
| 3 min 39 s 46 |         | Nicole Haislett, Dara Torres, Angel Martino, Jenny Thompson           |           |     | États-Unis         |                           | Barcelone      | 28 juillet 1992   |
| 3 min 37 s 91 |         | Le Jingyi, Ying Shan, Ying Le, Bin Lu                                 |           |     | Chine              |                           | Rome           | 11 septembre 1994 |
| 3 min 36 s 61 |         | Amy Van Dyken, Dara Torres, Courtney Shealy, Jenny Thompson           |           |     | États-Unis         |                           | Sydney         | 16 septembre 2000 |
| 3 min 36 s 00 |         | Katrin Meissner, Petra Dallmann, Sandra Völker, Franziska van Almsick |           |     | Allemagne          |                           | Berlin         | 29 juillet 2002   |
| 3 min 35 s 94 |         | Alice Mills, Libby Lenton, Petria Thomas, Jodie Henry                 |           |     | Australie          |                           | Athènes        | 14 août 2004      |
| 3 min 35 s 22 |         | Petra Dallmann, Daniela Götz, Britta Steffen, Annika Lurz             |           |     | Allemagne          |                           | Budapest       | 31 juillet 2006   |
| 3 min 33 s 62 |         |                                                                       |           |     | Pays-Bas           | Championnats d'Europe (f) | Eindhoven      | 18 mars 2008      |
|               | 53 s 77 | Inge Dekker                                                           | 1985      | 23  |                    |                           |                |                   |
|               | 53 s 61 | Ranomi Kromowidjojo                                                   | 1990      | 18  |                    |                           |                |                   |
|               | 53 s 62 | Femke Heemskerk                                                       | 1987      | 21  |                    |                           |                |                   |
|               | 52 s 62 | Marleen Veldhuis                                                      | 1979      | 29  |                    |                           |                |                   |
| 3 min 31 s 72 |         |                                                                       |           |     | Pays-Bas           | Championnats du monde (f) | Rome           | 26 juillet 2009   |
|               | 53 s 61 | Inge Dekker                                                           | 1985      | 24  |                    |                           |                |                   |
|               | 52 s 30 | Ranomi Kromowidjojo                                                   | 1990      | 19  |                    |                           |                |                   |
|               | 53 s 03 | Femke Heemskerk                                                       | 1987      | 22  |                    |                           |                |                   |
|               | 52 s 78 | Marleen Veldhuis                                                      | 1979      | 30  |                    |                           |                |                   |
| 3 min 30 s 98 |         |                                                                       |           |     | Australie          | Jeux du Commonwealth (f)  | Glasgow        | 24 juillet 2014   |
|               | 53 s 15 | Bronte Campbell                                                       | 1994      | 20  |                    |                           |                |                   |
|               | 52 s 76 | Melanie Schlanger                                                     | 1986      | 27  |                    |                           |                |                   |
|               | 52 s 91 | Emma McKeon                                                           | 1994      | 20  |                    |                           |                |                   |
|               | 52 s 16 | Cate Campbell                                                         | 1992      | 22  |                    |                           |                |                   |
| 3 min 30 s 65 |         |                                                                       |           |     | Australie          | Jeux olympiques (f)       | Rio de Janeiro | 7 juillet 2016    |
|               | 53 s 41 | Emma McKeon                                                           | 1994      | 22  |                    |                           |                |                   |
|               | 53 s 12 | Brittany Elmslie                                                      | 1994      | 22  |                    |                           |                |                   |
|               | 52 s 15 | Bronte Campbell                                                       | 1994      | 22  |                    |                           |                |                   |
|               | 51 s 97 | Cate Campbell                                                         | 1992      | 24  |                    |                           |                |                   |
| 3 min 30 s 05 |         |                                                                       |           |     | Australie          | Jeux du Commonwealth (f)  | Gold Coast     | 5 avril 2018      |
|               | 54 s 03 | Shayna Jack                                                           | 1998      | 19  |                    |                           |                |                   |
|               | 52 s 03 | Bronte Campbell                                                       | 1994      | 23  |                    |                           |                |                   |
|               | 52 s 99 | Emma McKeon                                                           | 1994      | 23  |                    |                           |                |                   |
|               | 51 s 00 | Cate Campbell                                                         | 1992      | 25  |                    |                           |                |                   |
| 3 min 29 s 69 |         |                                                                       |           |     | Australie          | Jeux olympiques (f)       | Tokyo          | 25 juillet 2021   |
|               | 53 s 01 | Bronte Campbell                                                       | 1994      | 27  |                    |                           |                |                   |
|               | 53 s 09 | Meg Harris                                                            | 2002      | 19  |                    |                           |                |                   |
|               | 51 s 35 | Emma McKeon                                                           | 1994      | 27  |                    |                           |                |                   |
|               | 52 s 24 | Cate Campbell                                                         | 1992      | 29  |                    |                           |                |                   |
| 3 min 27 s 96 |         |                                                                       |           |     | Australie          | Championnats du monde (f) | Fukuoka        | 23 juillet 2023   |
|               | 52 s 08 | Mollie O'Callaghan                                                    | 2004      | 19  |                    |                           |                |                   |
|               | 51 s 69 | Shayna Jack                                                           | 1998      | 24  |                    |                           |                |                   |
|               | 52 s 29 | Meg Harris                                                            | 2002      | 21  |                    |                           |                |                   |
|               | 51 s 90 | Emma McKeon                                                           | 1994      | 29  |                    |                           |                |                   |

## Bassin de25 mètres
| Temps         | Laps    | Athlète             | Naissance | Âge | Nationalité | Compétition               | Lieu              | Date             |
| ------------- | ------- | ------------------- | --------- | --- | ----------- | ------------------------- | ----------------- | ---------------- |
| 3 min 35 s 97 |         |                     |           |     | Chine       | Championnats du monde (f) | Palma de Majorque | 4 décembre 1993  |
|               |         | Bin Lu              | 1977      |     |             |                           |                   |                  |
|               |         | Ying Shan           | 1977      |     |             |                           |                   |                  |
|               |         | Yuanyuan Jia        | 1978      |     |             |                           |                   |                  |
|               |         | Le Jingyi           | 1975      |     |             |                           |                   |                  |
| 3 min 34 s 55 |         |                     |           |     | Chine       | Championnats du monde (f) | Göteborg          | 19 avril 1997    |
|               |         | Le Jingyi           | 1975      |     |             |                           |                   |                  |
|               |         | Na Chao             | 1980      |     |             |                           |                   |                  |
|               |         | Ying Shan           | 1978      |     |             |                           |                   |                  |
|               |         | Yun Nian            | 1982      |     |             |                           |                   |                  |
| 3 min 33 s 32 |         |                     |           |     | Pays-Bas    |                           | Shanghai          | 8 avril 2006     |
|               | 53 s 52 | Inge Dekker         | 198       | 20  |             |                           |                   |                  |
|               | 53 s 63 | Hinkelien Schreuder | 1984      | 22  |             |                           |                   |                  |
|               | 54 s 00 | Chantal Groot       | 1982      | 23  |             |                           |                   |                  |
|               | 52 s 17 | Marleen Veldhuis    | 1979      | 26  |             |                           |                   |                  |
| 3 min 31 s 66 |         |                     |           |     | Australie   | Championnats d'Australie  | Melbourne         | 2 septembre 2007 |
|               | 51 s 91 | Libby Lenton        | 1985      | 22  |             |                           |                   |                  |
|               | 53 s 23 | Melanie Schlanger   | 1986      | 21  |             |                           |                   |                  |
|               | 53 s 27 | Shayne Reese        | 1982      | 24  |             |                           |                   |                  |
|               | 53 s 25 | Alice Mills         | 1986      | 21  |             |                           |                   |                  |
| 3 min 30 s 85 |         |                     |           |     | Pays-Bas    | Championnats des Pays-Bas | Eindhoven         | 9 décembre 2007  |
|               | 53 s 40 | Hinkelien Schreuder | 1984      | 23  |             |                           |                   |                  |
|               | 52 s 95 | Femke Heemskerk     | 1987      | 20  |             |                           |                   |                  |
|               | 52 s 88 | Ranomi Kromowidjojo | 1990      | 17  |             |                           |                   |                  |
|               | 51 s 62 | Marleen Veldhuis    | 1979      | 28  |             |                           |                   |                  |
| 3 min 29 s 42 |         |                     |           |     | Pays-Bas    | Championnats du monde (f) | Manchester        | 12 avril 2008    |
|               | 53 s 62 | Hinkelien Schreuder | 1984      | 24  |             |                           |                   |                  |
|               | 52 s 61 | Femke Heemskerk     | 1987      | 21  |             |                           |                   |                  |
|               | 51 s 76 | Inge Dekker         | 1985      | 23  |             |                           |                   |                  |
|               | 51 s 43 | Marleen Veldhuis    | 1979      | 28  |             |                           |                   |                  |
| 3 min 28 s 22 |         |                     |           |     | Pays-Bas    | Championnats des Pays-Bas | Amsterdam         | 19 décembre 2008 |
|               | 52 s 88 | Hinkelien Schreuder | 1984      | 24  |             |                           |                   |                  |
|               | 52 s 12 | Kromowidjojo        | 1990      | 18  |             |                           |                   |                  |
|               | 52 s 24 | Inge Dekker         | 1985      | 22  |             |                           |                   |                  |
|               | 50 s 98 | Marleen Veldhuis    | 1979      | 29  |             |                           |                   |                  |
| 3 min 26 s 53 |         |                     |           |     | Pays-Bas    | Championnats du monde (f) | Doha              | 5 décembre 2014  |
|               | 52 s 39 | Inge Dekker         | 1985      | 29  |             |                           |                   |                  |
|               | 50 s 58 | Femke Heemskerk     | 1987      | 27  |             |                           |                   |                  |
|               | 52 s 55 | Maud van der Meer   | 1992      | 22  |             |                           |                   |                  |
|               | 51 s 01 | Ranomi Kromowidjojo | 1990      | 24  |             |                           |                   |                  |
| 3 min 25 s 43 |         |                     |           |     | Australie   | Championnats du monde (f) | Melbourne         | 13 décembre 2022 |
|               | 52 s 19 | Mollie O'Callaghan  | 2004      | 18  |             |                           |                   |                  |
|               | 51 s 28 | Madison Wilson      | 1994      | 28  |             |                           |                   |                  |
|               | 52 s 00 | Meg Harris          | 2002      | 20  |             |                           |                   |                  |
|               | 49 s 96 | Emma McKeon         | 1994      | 28  |             |                           |                   |                  |

## 4 × 100 yards nage libre
| Temps         | Laps    | Athlète           | Naissance | Âge | Nationalité              | Compétition              | Lieu            | Date            |
| ------------- | ------- | ----------------- | --------- | --- | ------------------------ | ------------------------ | --------------- | --------------- |
| 3 min 14 s 97 |         |                   |           |     | Université de Floride    |                          |                 | 1993            |
| 3 min 14 s 52 |         |                   |           |     | Université du Texas      | Championnats NCAA (f)    |                 | 2001            |
|               | 48 s 14 | Colleen Lanne     |           |     |                          |                          |                 |                 |
|               | 48 s 54 | Tanica Jamison    |           |     |                          |                          |                 |                 |
|               | 49 s 86 | Shona Kitson      |           |     |                          |                          |                 |                 |
|               | 47 s 98 | Erin Phenix       |           |     |                          |                          |                 |                 |
| 3 min 13 s 71 |         |                   |           |     | Université de Géorgie    | Championnats NCAA (f)    |                 | 2002            |
|               | 48 s 35 | Stefanie Williams |           |     |                          |                          |                 |                 |
|               | 49 s 13 | Neka Mabry        |           |     |                          |                          |                 |                 |
|               | 49 s 20 | Paige Kearns      |           |     |                          |                          |                 |                 |
|               | 47 s 03 | Maritza Correia   | 1981      | 21  |                          |                          |                 |                 |
| 3 min 13 s 47 |         |                   |           |     | Université de Géorgie    | Southestern championship | Gainesville     | 19 février 2005 |
|               | 48 s 64 | Amanda Weir       |           |     |                          |                          |                 |                 |
|               | 48 s 97 | Paige Keans       |           |     |                          |                          |                 |                 |
|               | 48 s 45 | Mary Descenza     |           |     |                          |                          |                 |                 |
|               | 47 s 41 | Kara Lynn Joyce   |           |     |                          |                          |                 |                 |
| …             |         |                   |           |     |                          |                          |                 |                 |
| …             |         |                   |           |     |                          |                          |                 |                 |
| 3 min 12 s 77 |         |                   |           |     | Université d'Arizona     | Championnats NCAA (f)    |                 | 18 mars 2006    |
|               |         | C. Cashion        |           |     |                          |                          |                 |                 |
|               |         | J. Gresdal        |           |     |                          |                          |                 |                 |
|               |         | W. Myers          |           |     |                          |                          |                 |                 |
|               |         | Lacey Nymeyer     |           |     |                          |                          |                 |                 |
| 3 min 12 s 13 |         |                   |           |     | Université de Californie | Championnats NCAA (f)    | Minneapolis     | 10 mars 2007    |
|               | 48 s 24 | Emily Silver      |           |     |                          |                          |                 |                 |
|               | 48 s 72 | Erin Reilly       |           |     |                          |                          |                 |                 |
|               | 48 s 05 | Jessica Hardy     |           |     |                          |                          |                 |                 |
|               | 47 s 12 | Dana Vollmer      |           |     |                          |                          |                 |                 |
| 3 min 11 s 34 |         |                   |           |     | Université d'Arizona     | Championnats NCAA        | Columbus        | 22 mars 2008    |
|               | 47 s 60 | Lacey Nymeyer     |           |     |                          |                          |                 |                 |
|               | 48 s 03 | Anna Tuner        |           |     |                          |                          |                 |                 |
|               | 47 s 95 | Lara Jackson      |           |     |                          |                          |                 |                 |
|               | 47 s 76 | Taylor Baughman   |           |     |                          |                          |                 |                 |
| 3 min 11 s 05 |         |                   |           |     | Université de Californie | Pacific 10 championship  | Federal Way     | 28 février 2009 |
|               |         | Dana Vollmer      |           |     |                          |                          |                 |                 |
|               |         | Erica Dagg        |           |     |                          |                          |                 |                 |
|               |         | Madison Kennedy   |           |     |                          |                          |                 |                 |
|               |         | Hannah Wilson     |           |     |                          |                          |                 |                 |
| 3 min 09 s 88 |         |                   |           |     | Université de Californie | Championnats NCAA (f)    | College Station | 21 mars 2009    |
|               | 47 s 91 | Hannah Wilson     |           |     |                          |                          |                 |                 |
|               | 47 s 53 | Liv Jensen        |           |     |                          |                          |                 |                 |
|               | 47 s 98 | Erica Dagg        |           |     |                          |                          |                 |                 |
|               | 46 s 46 | Dana Vollmer      |           |     |                          |                          |                 |                 |